# خبت لسلوم

تعديل مصدري - تعديل

خبت لسلوم هي إحدى قرى عزلة جعار بمديرية خنفر التابعة لمحافظة أبين، بلغ تعداد سكانها 130 نسمة حسب تعداد اليمن لعام 2004.